# Bob Christie
Bob Christie (4 de abril de 1924 – 1 de junho de 2009) foi um automobilista norte-americano que esteve em treze (oito) 500 Milhas de Indianápolis, (sete (cinco) quando a prova fazia parte do calendário da Fórmula 1 de 1950 até 1960): 1954 (não se qualificou), 1955 (não se qualificou), 1956, 1957, 1958, 1959, 1960, 1961, 1962, 1963, 1964 (não se qualificou), 1965 (não se qualificou) e 1967 (não se qualificou). Seu melhor resultado em 500 Milhas de Indianápolis foi o 10º lugar em 1960.